# Acraea andromacha
Acraea andromacha es una especie de lepidóptero de la familia Nymphalidae. Es originaria de Australia, Nueva Guinea e islas cercanas. Ver las subespecies para mayor detalle.
Tiene una envergadura de alas de 60 mm. Con las alas anteriores veteadas translúcidas y las alas posteriores negras con cuadros de blanco y negro, bordeado por una banda oscura adornada con una hilera de manchas ovaladas blancas.
Las larvas se alimentan de Adenia heterophylla, Passiflora cinnabarina, Passiflora herbertiana, Passiflora foetida, Passiflora mollissima, Passiflora suberosa, Passiflora subpeltata, Hybanthus aurantiacus e Hybanthus enneaspermus.

## Subespecies
- Acraea andromacha andromacha (Timor, Norte de Australia a Nueva Gales del Sur)
- Acraea andromacha sanderi (Papúa Nueva Guinea)
- Acraea andromacha oenome (Islas de la costa sudeste de Papúa)

## Galería

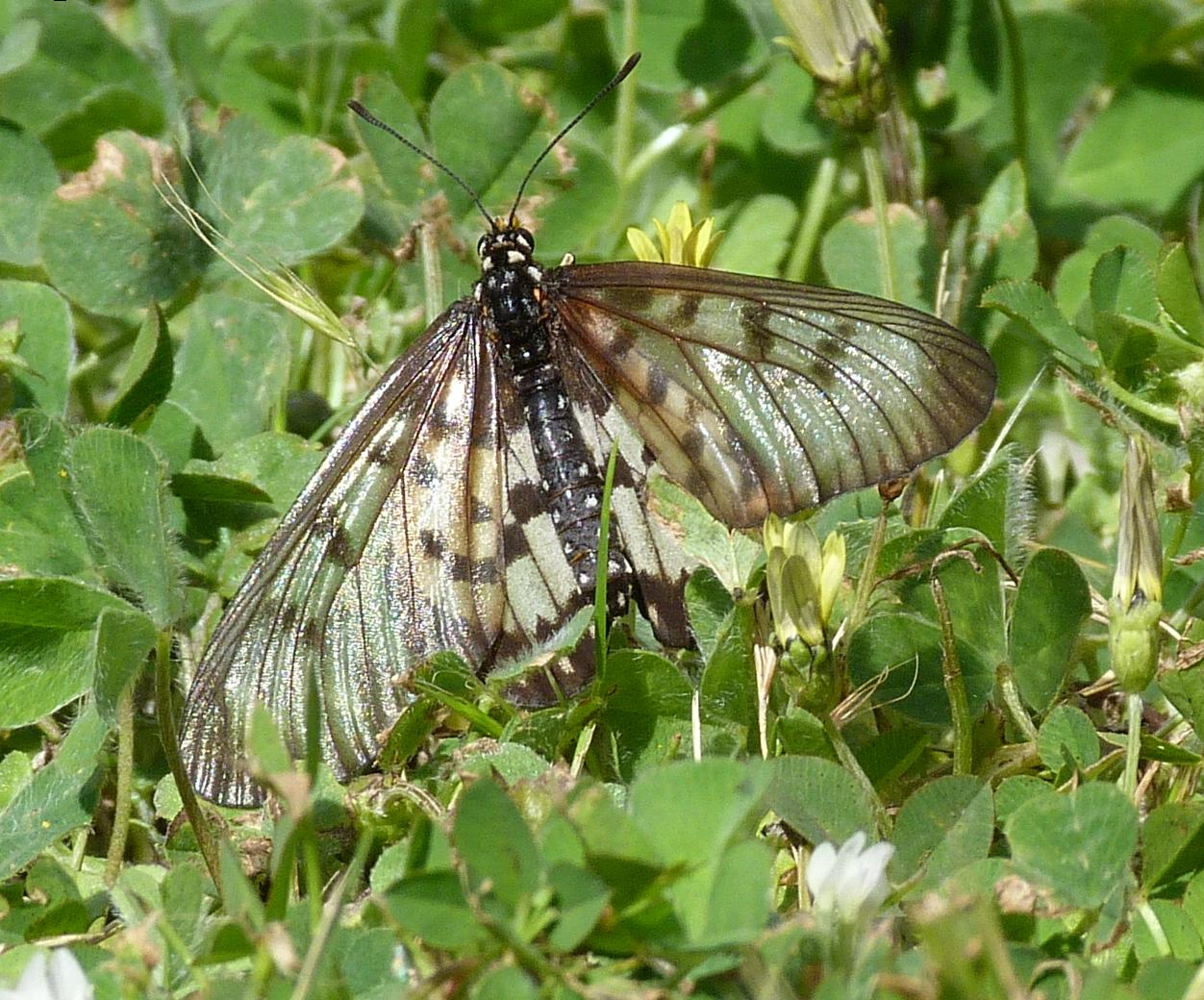
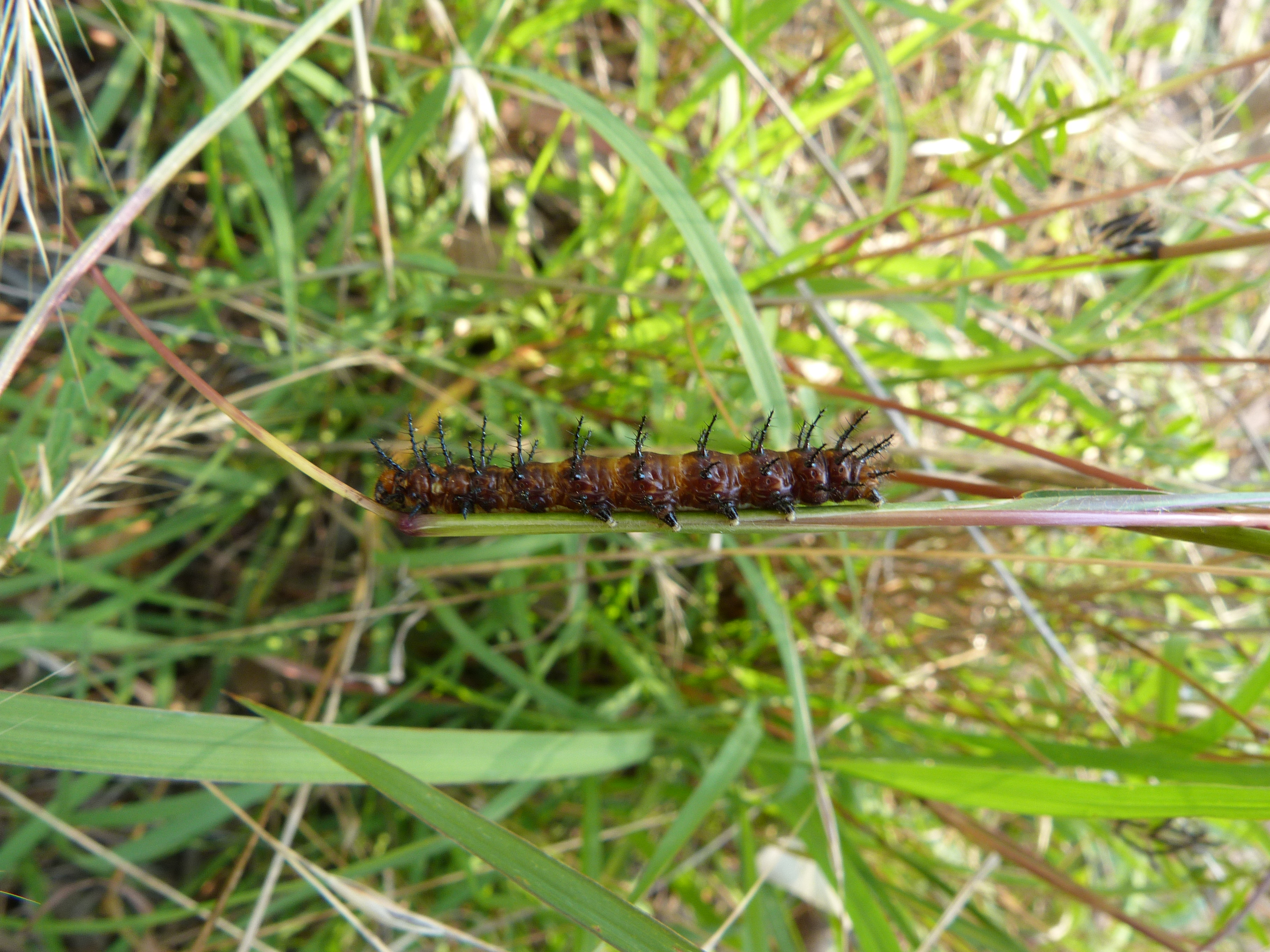
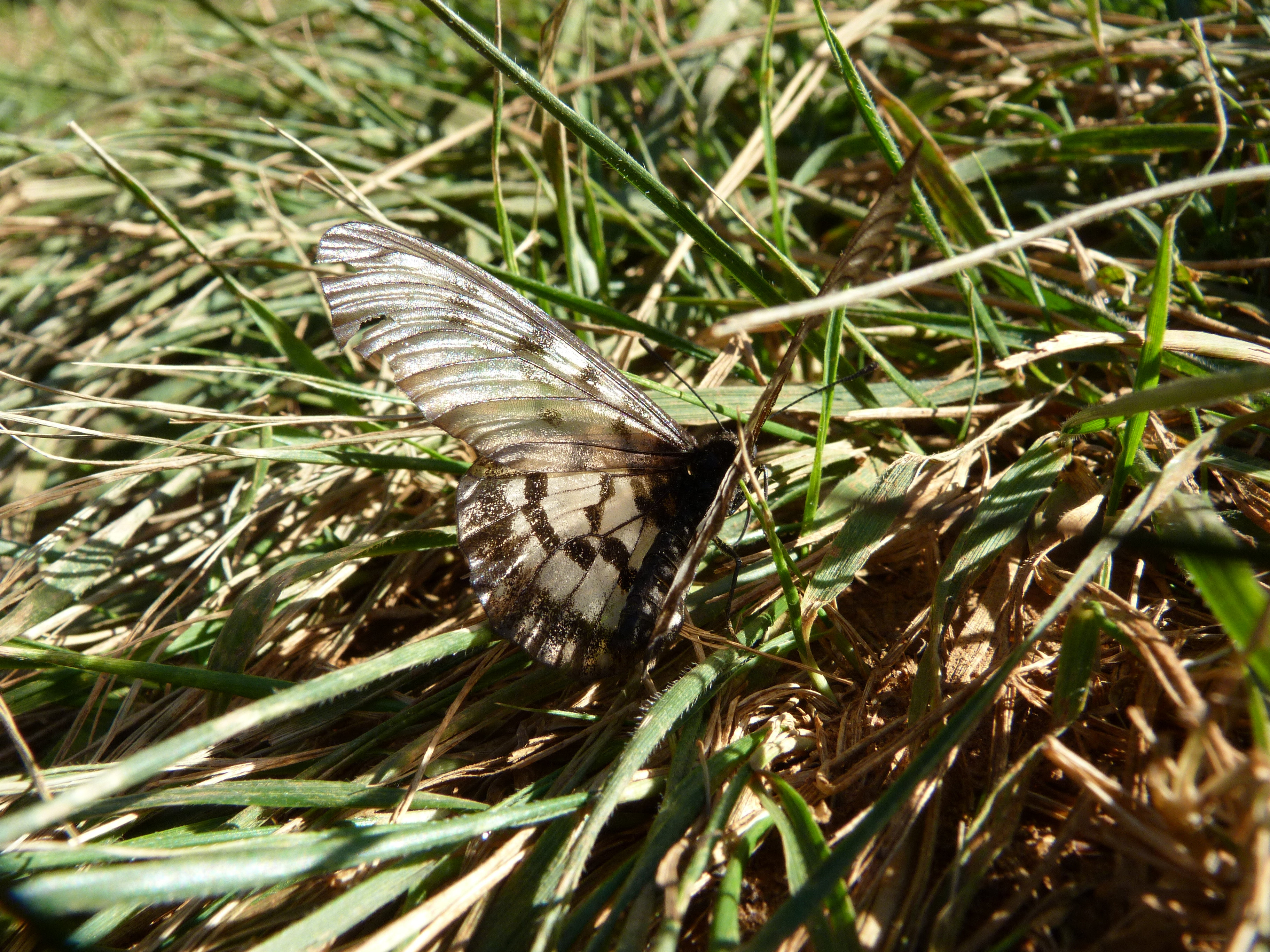